# 幽靈 (漫威漫畫)
幽靈（英語：Ghost）是一位出現在漫威漫畫中的人物。最初是鋼鐵人的敵人之一。

## 能力
人如其名，幽靈擁有穿牆的能力。此外，幽靈是一位十分出色的量子力學家。

## 其他媒體

### 動畫
- 《鋼鐵人（英语：Iron Man (TV series)）》：由珍妮弗·海爾、湯姆·凱恩（英语：Tom Kane）、傑米·霍爾頓（英语：Jamie Horton (actor)）替幽靈配音[2]。
- 《鋼鐵人：裝甲冒險》：幽靈由麥克·道布森（英语：Michael Dobson (actor)）配音[3]。
- 《復仇者聯盟：正義出擊（英语：Avengers Assemble (TV series)）》：幽靈由吉姆·卡明斯配音[4]。
- 漫威電影宇宙
  - 《喪屍英雄》（2024年）：動畫劇集

### 電影
- 漫威電影宇宙：由漢娜·約翰-卡門飾演「幽靈」艾娃·史塔爾。幽靈以女性版本出現，是比爾·佛斯特（英语：Bill Foster (comics)）的養女。
  - 《蟻人與黃蜂女》[5][6]（2018年）
  - 《雷霆特攻隊*》（2025年）
  - 《復仇者聯盟：末日之戰》（2026年）

### 電子遊戲
- 《Marvel: Avengers Alliance 2》
- 《MARVEL未來之戰》：手機遊戲，幽靈是玩家可使用角色之一。
- 《漫威超級戰爭》

## 外部連結
- 幽靈 （页面存档备份，存于） 在 Marvel.com